# Chissey-sur-Loue
Chissey-sur-Loue is een gemeente in het Franse departement Jura (regio Bourgogne-Franche-Comté) en telt 350 inwoners (1999). De plaats maakt deel uit van het arrondissement Dole.

## Geografie
De oppervlakte van Chissey-sur-Loue bedraagt 37,3 km², de bevolkingsdichtheid is 9,4 inwoners per km².

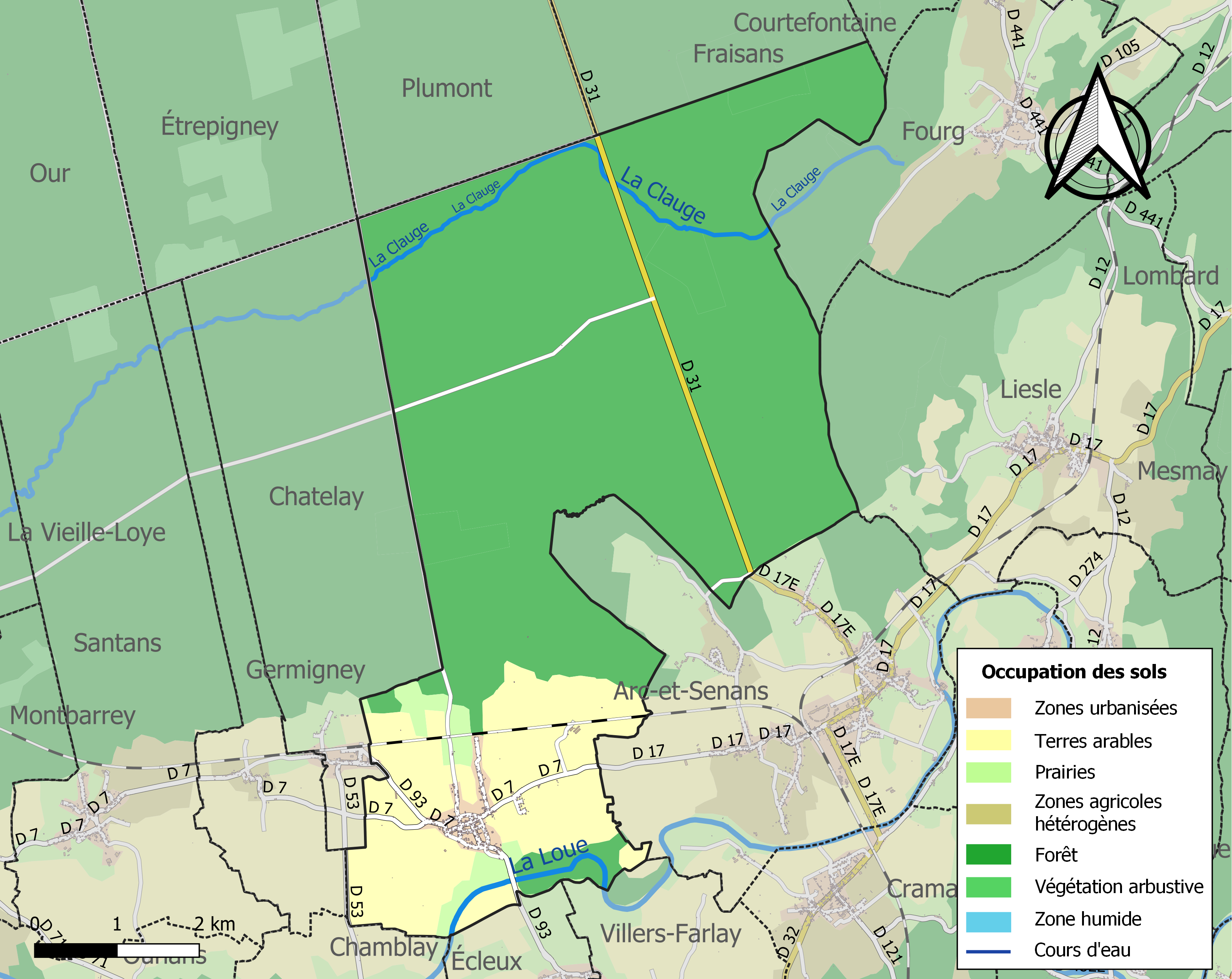
Kaart van de gemeente met de belangrijkste infrastructuur, bodemgebruik en omliggende gemeenten

De plaats ligt aan de rivier Loue.

## Demografie
Onderstaande figuur toont het verloop van het inwonertal (bron: INSEE-tellingen).